# Jerome Kern
Pour les articles homonymes, voir Kern.
Jerome Kern est un compositeur américain, né le 27 janvier 1885 à New York (État de New York), mort le 11 novembre 1945 à New York. Il a composé plus de 700 chansons de scène, dont plusieurs devenues des classiques. Il est également l'auteur de comédies musicales et de nombreuses musiques de film.

## Biographie

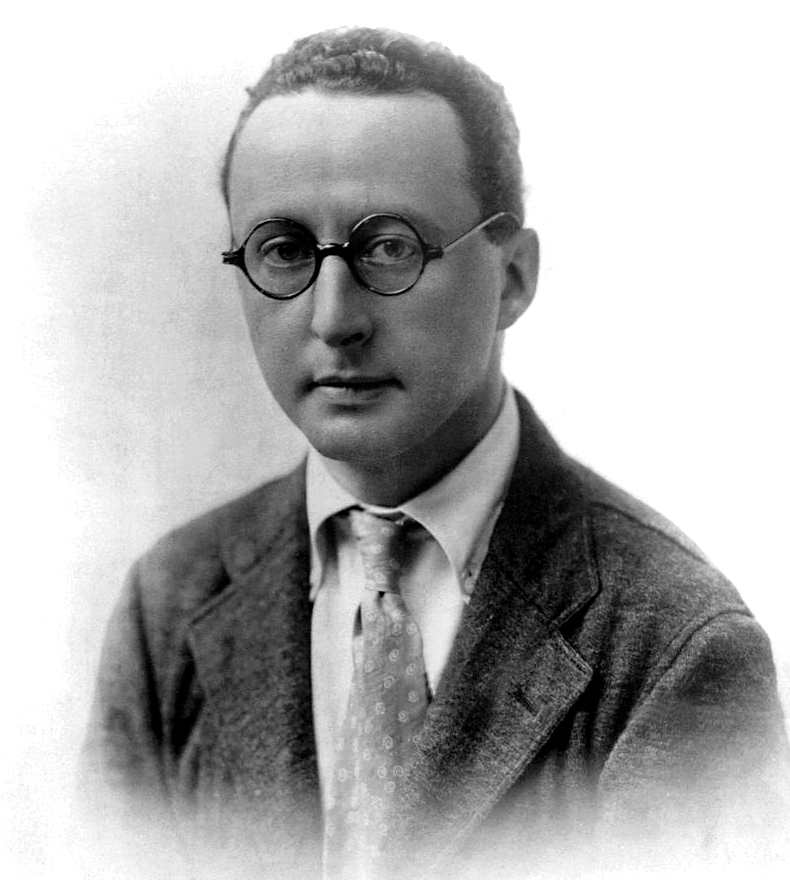
En 1918

Jerome Kern est né à New York. Son père était Henry Kern (1842–1908), un immigrant juif d'origine allemande, et sa mère Fannie Seligman Kern née Kakeles (1852–1907) qui enseigne à son fils ses premiers rudiments de musique. Il entre bientôt à la Steinhardt School of Culture, Education and Human Development où il étudie le piano avec Alexander Lambert et Paolo Galico. Il approfondit également ses connaissances musicales à Heidelberg, Allemagne, avant un séjour à Londres où il rencontre sa femme, Eva Leale (1891–1959).
De retour à New York, Jerome Kern se rend très vite célèbre en composant des comédies musicales à la Tin Pan Alley. Sa première comédie est The Red Petticoat en 1912. Il compose également plusieurs chansons pour de nombreuses productions scéniques. Les succès s'enchaînent durant les années 1920 et culminent avec l'une des comédies musicales les plus connues : Show Boat (créée en 1927 à Broadway) d'après un ouvrage d'Edna Ferber. Il persuade Florenz Ziegfeld de monter cette production qui traite de sujets nouveaux à la scène, dont le racisme et l'alcoolisme. Il s'agit du plus grand succès de Ziegfeld avec 572 représentations à Broadway et des adaptations cinématographiques. Plusieurs des chansons de Kern pour Show Boat deviennent des classiques, comme Ol' Man River.
À partir de 1929, Kern se rend à Hollywood à quelques reprises pour superviser certains films, dont Sally (basé sur une comédie musicale pour laquelle il avait composé la musique), Men of the sky et Sunny. Il revient ensuite à la comédie musicale sur Broadway, tout en composant la musique d'une douzaine de films, dont Roberta avec Fred Astaire et Ginger Rogers. Il s'installe pour de bon à Hollywood en 1937. Victime d'un infarctus en 1939, il se concentre dès lors sur la musique de film, moins exigeante que la musique de scène. Cette nouvelle orientation de carrière lui procure cependant davantage de succès.
En 1940, avec son librettiste de longue date Oscar Hammerstein II, il compose la chanson The Last Time I Saw Paris en hommage à la France occupée par l'armée allemande. La chanson utilisée dans le film Lady Be Good lui vaut l'Oscar de la meilleure chanson.
Ses dernières contributions musicales à Hollywood incluent les films Ô toi ma charmante (You Were Never Lovelier), La Reine de Broadway (Cover Girl), Can't Help Singing et Quadrille d'amour (Centennial Summer). Kern y affiche un talent de plus en plus affirmé et audacieux.
Il meurt d'une hémorragie cérébrale le 11 novembre 1945, à l'âge de 60 ans, alors qu'un film sur lui était en préparation : La Pluie qui chante (Till the Clouds Roll By) qui paraît l'année suivante.
Un des premiers à avoir su intégrer les traditions européennes aux nécessités hollywoodiennes, Jerome Kern est rapidement considéré comme un novateur à l'égal de George Gershwin et Irving Berlin. Il a collaboré avec de nombreuses personnalités connues comme George Grossmith Jr., Guy Bolton, Pelham Grenville Wodehouse, Otto Harbach, Oscar Hammerstein II, Dorothy Fields, Johnny Mercer, Ira Gershwin et Yip Harburg.
Ses importantes connaissances musicales acquises au Collège Musical de New York et à Londres, lui permettent de moderniser heureusement les schémas traditionnels hérités de l'opérette viennoise. Rapidement propulsé au rang de compositeur-vedette, ses refrains sont immortalisés par les plus grands noms du cinéma hollywoodien. Parmi de nombreux artistes, Fred Astaire devient un de ses interprètes privilégiés.

## Honneurs
Jerome Kern a été nommé 8 fois aux Oscars qu'il a remporté deux fois, en 1936 pour la chanson The Way You Look Tonight et en 1941 pour The Last Time I Saw Paris. Il a également été intronisé au Songwriters Hall of Fame. Un timbre à son effigie a été émis en 1985.

## Sélection d’œuvres
Durant la première partie de sa carrière (1904-1911), Jerome Kern écrit des chansons pour 22 productions de Broadway, y compris des chansons ajoutées dans des comédies musicales britanniques ou dans des revues. Il co-écrit des comédies musicales avec un ou deux autres compositeurs. Au cours de ses visites à Londres, à partir de 1905, il compose des chansons pour plusieurs spectacles Londoniens. Parmi ces spectacles, on trouve :
- Mr. Wix of Wickham (1904), la plupart des chansons
- The Catch of the Season (1905), comédie musicale de Seymour Hicks
- The Earl and the Girl (1905), lyrics et musique de cette comédie musicale de Hicks et Ivan Caryll
- The Little Cherub (1906), comédie musicale de Caryll et Owen Hall
- The Rich Mr. Hoggenheimer (1906), 8 chansons
- The Beauty of Bath (1906), comédie musicale londonienne de Hicks, avec le parolier P. G. Wodehouse
- The Orchid (1907), comédie musicale de Caryll et Lionel Monckton
- The Girls of Gottenberg (1908), chanson « I Can't Say That You're The Only One »
- Fluffy Ruffles (1908), 8 des 10 chansons
- The Dollar Princess (1909)
- Our Miss Gibbs (1910), comédie musicale de Caryll et Monckton
- La Belle Paree (1911), 7 chansons de cette revue qui a vu les débuts de Al Jolson

## Filmographie
- 1929 : Show Boat
- 1929 : Sally
- 1934 : Un soir en scène (Sweet Adeline)
- 1935 : Roberta
- 1935 : The Flame Within, d'Edmund Goulding
- 1936 : Show Boat
- 1936 : Sur les ailes de la danse (Swing Time)
- 1937 : La Furie de l'or noir (High, Wide and Handsome)
- 1938 : Quelle joie de vivre (Joy of living)
- 1940 : Une nuit sous les Tropiques (One night in the Tropico)
- 1942 : Ô toi ma charmante
- 1944 : La Reine de Broadway
- 1946 : Quadrille d'amour (Centennial Summer)
- 1946 : La Pluie qui chante (Till The Clouds Roll By) - Biographie
- 1951 : Show Boat
- 1969 : Roberta (TV)
- 1988 : The Show Boat Story (TV)
- 1995 : Some Enchanted Evening: Celebrating Oscar Hammerstein II (TV)